# Аванзини, Даниэла
Даниэла Андреа Аванзини Льоронте (родилась 1 июля 2004), широко известная как Даниэла, — американская певица и танцовщица. Она начала свою карьеру как профессиональная танцовщица и стала финалисткой топ-10 в Сезон 13 шоу Ну, ты умеешь танцевать: Следующее поколение. В качестве певицы она дебютировала в составе девичья группа Katseye, созданной через реалити-шоу 2023 года Dream Academy, организованное Hybe и Geffen Records.

## Ранняя жизнь
Даниэла Авранзини родилась 1 июля 2004 года в Атланте, (Джорджия) у Аны Льоронте, родом из Гавана, Куба, и Рафаэля Авранзини, родом из Венесуэлы. Родители переехали в США в раннем возрасте. Оба родителя — профессиональные латинские бальные танцовщики и dancesport-инструкторы, благодаря чему она рано познакомилась с музыкой и танцами, обучаясь танцам в возрасте 3 лет. Особенно её мать была первой кубинкой, выигравшей чемпионат мира по бальным танцам. Позже она переехала в Лос-Анджелес в молодости, чтобы продолжить карьеру в танцах. Владеет английским и испанским языками.

## Карьера

### 2011–2015: Конкурентные танцы,America's Got Talent,The Queen Latifah ShowиТы умеешь танцевать
Карьера Авранзини началась с местных конкурсов в Атланте, но вскоре она вышла на международные сцены. В 2011 году, в возрасте семи лет, она стала серебряным призёром международного конкурса Super Kids Europe. В 2013 году она прошла в Vegas Rounds восьмого сезона America's Got Talent, выступая вместе с партнером Яшей Желтухи в жанре самба. Также участвовала в Ты умеешь танцевать: Следующее поколение, где была первой участницей, выбывшей из конкурса, заняв 10-е место.
Помимо конкурсов танца, Авранзини появилась на The Queen Latifah Show вместе с Желтухи в сегменте «Самые талантливые дети Америки. Также работала моделью и актрисой в рекламе, в том числе для мебели Haverty's в возрасте 7 лет. В 2021 году она снялась в независимом фильме Georgia Sky, сыграв молодую танцовщицу.
Как молодая танцовщица, она также исследовала себя через музыку. В возрасте 11 лет начала выкладывать видео, в которых поет и играет на укулеле в соцсетях.

### 2016–2021: Профессиональные танцы,Драматичная,Wonderama
В 2020 году Авранзини появилась в серии Capital District Pipe, Chef Quani, Daniela Avanzini в качестве гостьи-танцовщицы в последней редакции американского детского телесериала Wonderama, исполнив оригинальную хореографию с элементами сальса, хип-хоп, акробатика и джаз. В 2021 году она снялась в музыкальном видео MattyBRaps для песни Dramatic. 

### 2021–по настоящее время:Dream Academyи дебют в Katseye
В 2021 году Авранзини прошла международный отбор Dream Academy, организованный Hybe и Geffen Records, — конкурс-реалити шоу, направленный на создание «глобальной девичьей группы». Её заявка выделялась благодаря вокальным и танцевальным навыкам, за что её выбрали из 20 участников. В итоге она заняла третье место, что обеспечило ей место в группе Katseye, став первой латиноамериканской артисткой, подписавшей контракт с Hybe.

## Дискография
В качестве участницы Dream Academy Авранзини участвовала в промо-выходе совместных песен конкурсантов. Исполнение состоялось 17 ноября 2024 года, а релиз — 21 августа 2024.
| как (исполнитель)        | Название                               | Выпущено        | Трек               | Тип         |
| ------------------------ | -------------------------------------- | --------------- | ------------------ | ----------- |
| The Debut: Dream Academy | The Debut: Dream Academy - Live Finale | 21 августа 2024 | "Girls Don't Like" | промо-релиз |
| The Debut: Dream Academy | The Debut: Dream Academy - Live Finale | 21 августа 2024 | "All The Same"     | промо-релиз |

## Фильмография

### Телевизионные шоу
| год  | название                     | роль                                     | примечания           | Ссылка |
| ---- | ---------------------------- | ---------------------------------------- | -------------------- | ------ |
| 2013 | America's Got Talent сезон 8 | Участница                                | с Яшей Желтухи       | [ 5 ]  |
| 2013 | 2016                         | Ты умеешь танцевать: Следующее поколение | с Джонатаном Платеро | [ 6 ]  |

### Реалити-шоу
| год  | название                    | роль      | сеть    | Ссылка |
| ---- | --------------------------- | --------- | ------- | ------ |
| 2023 | Dream Academy               | Участница | YouTube | [ 13 ] |
| 2024 | "Pop Star Academy: Katseye" | сама      | Netflix | [ 18 ] |

### Появления в музыкальных клипах
| год  | название   | исполнитель(и) | Ссылка |
| ---- | ---------- | -------------- | ------ |
| 2021 | "Dramatic" | MattyBRaps     | [ 4 ]  |

## Внешние ссылки
- Аванзини, Даниэла (англ.) на сайте Internet Movie Database